# Дамаскин (Семёнов-Руднев)
Епископ Дамаскин (в миру Дмитрий Андреевич (Ефимович?, Семёнович?) Семёнов-Руднев; 1737 — 18 (29) декабря 1795, Москва) — епископ Русской православной церкви, епископ Нижегородский и Алатырский. Археограф, библиограф, филолог.

## Биография
Родился в конце января 1737 года. «Русский биографический словарь» отмечает, что в конце XIX века место его рождения находилось в пределах Тульской губернии. Я. И. Горожанский указывал, что он был двоюродным дедом настоятеля мужского Спасо-Преображенского монастыря в Невеле архимандрита Гамалиила и имел отчество Андреевич; тогда как по сведениям «Православной энциклопедии» он был Ефимович. Вместе с тем, имя его отца, сельского священника, было Симеон (единственный раз указано в «Истории нижегородской иерархии» архимандрита Макария (С. 160).
В 1750 году начал учиться в Крутицкой духовной семинарии (по принадлежности отца к Московской епархии); в 1752 году был переведён в Славяно-греко-латинскую академию, где получил фамилию Руднев.
В 1761 году, по окончании академии, был определён учителем риторики и греческого языка в Крутицкую духовную семинарию и «управлял ею за небытностию ректора и префекта». В 1765 году изъявил желание поехать за границу и в июне 1766 года в качестве инспектора, вместе с четырьмя студентами-семинаристами (Розановым, Новиковым, Смирновым и Андреевским) был отправлен в Гёттингенский университет, где они слушали различные курсы: по герменевтике, богословию, церковной истории, опытной физике, статистике и чистой математике, а также изучали немецкий и французский языки. В 1772 году группа возвратилась в Россию (кроме умершего Смирнова), причём Дмитрий Семёнов за свои труды за границей по русской истории был принят в число экстраординарных членов Королевского исторического института. В 1773 году, после экзамена, проведенного профессорами Петербургской академии наук в присутствии Санкт-Петербургского архиепископа Гавриила (Петрова) и Псковского архиепископа Иннокентия (Нечаева), он получил степень профессора словесных наук и церковной истории предполагавшегося к открытию в Санкт-Петербургском университете богословского факультета.
В декабре 1774 года приехал в Москву и был назначен учителем славяно-греко-латинской академии, а в апреле 1775 года был определён префектом и профессором философии академии. В монашество с именем Дамаскина был пострижен архимандритом Амвросием (Подобедовым) в присутствии императрицы Екатерины II в Перервинском монастыре, 8 сентября 1775 года; посвящён в иеромонаха в церкви Двенадцати Апостолов 13 октября того же года.
В апреле 1778 года возведён в сан архимандрита Богоявленского монастыря, а 24 мая этого же года был назначен ректором Славяно-греко-латинской академии и профессором богословия и «переименован архимандритом Заиконоспасского монастыря»; 19 апреля 1779 года назначен членом Московской Синодальной конторы и цензором духовных книг.

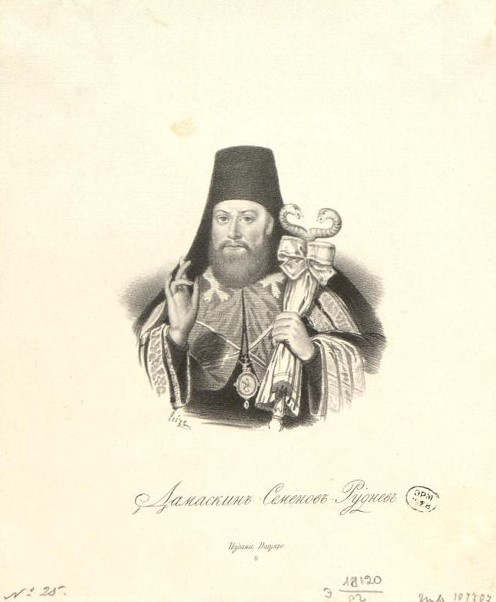
Портрет епископа Дамаскина (Семёнова-Руднева),Леон Анри Антуан Луар, XIX в.

За время своего ректорства он улучшил метод преподавания и освободил академическую науку от уз схоластики, увеличил академическую библиотеку, ввёл торжественные собрания и диспуты в академии. Участвовал и в трудах Вольного Российского собрания, учрежденного при Московском университете.
В 1782 году, 5 мая, архимандрит Дамаскин был назначен епископом Севским, викарием Московской епархии; 5 июля состоялась его хиротония, которую совершили митрополит Платон (Левшин) и архиепископы Гавриил (Петров) и Иннокентий (Нечаев). Занимая кафедру епископа Севского, владыка Дамаскин за короткое время успел упорядочить благочинническую отчётность, возвысить дело церковной проповеди, улучшить церковный хор.
С 22 сентября 1783 года епископ Дамаскин был переведён в Нижегородскую епархию, которой управлял до 1794 года.
Забота о просвещении была всегда в центре внимания епископа Дамаскина. И у духовенства он стремился привить любовь к науке. При определении священнослужителей на места преосвященный Дамаскин главное внимание уделял на образование.
Духовные семинарии епархии были приведены им в блестящее состояние: расширено преподавание богословия, введено изучение ряда местных языков, увеличены библиотеки.
Увлечение наукой было настолько сильно, что преосвященный не раз в письмах и прошениях к высокопоставленным лицам и к Петербургскому митрополиту Гавриилу (Петрову) выражал желание удалиться на покой и трудиться для одной науки.
По собственному прошению 12 января 1794 года был уволен на покой в московский Покровский монастырь, где и скончался 18 (29) декабря 1795 года.

## Труды
Дамаскин занимался литературной деятельностью, увлекался наукой, писал труды. Его труды немногочисленны, но очень ценны. За свои учёные труды он был избран в экстраординарные члены Гёттингенского университета, в России — в члены Академии наук.
Им был переработан, дополнен и издан богословский трактат архиепископа Феофана (Прокоповича) «О происхождении Святого Духа». — Гота, 1772.
В числе его сочинений:
- О следах славянского языка в писателях греческих и латинских. (Диссертация) // Собрание проповедей, произнесенных с 1775 по 1782 год.- М., 1783.
- Словари инородческих языков. О церковных книгах Греческой Церкви. О библиотеке Российской. Сочинения М. В. Ломоносова. — М., 1778. Кн. 1—3.
- Поучительные слова и другие сочинения преосвященного Платона, митрополита Московского. — М., 1779.
- Словарь языков разных народов, в Нижегородской епархии обитающих, имянно россиян, татар, чувашей, мордвы и черемис; по Высочайшему соизволению и повелению Ея Императорского Величества премудрой Государыни Екатерины Алексеевны, Императрицы и Самодержицы Всероссийской, по алфавиту российских слов расположенный и в Нижегородской семинарии от знающих оныя языки священников и семинаристов под присмотром преосвященного Дамаскина, епископа Нижегородского и Алаторского, сочинённый 1785 года (черновой вариант рукописи хранится в Государственном архиве Нижегородской области: ГАНО, Ф. 2013 «Коллекция Нижегородской губернской ученой архивной комиссии». — Оп. 602а. — Д. 187).

Переводы
- на немецкий: сокращённая версия Летописи Нестора
- на латинский: Платон, митрополит. «Православное учение, или сокращенная Богословия». — СПб., 1774.
- на русский: Зульцер. «О полезном с юношеством чтении древних классических писателей». — М., 1780; 1787.